# Шеремет Павло Григорович
Павло́ Григо́рович Шереме́т (біл. Павел Рыгоравіч Шарамет; 28 листопада 1971, Мінськ, Білоруська РСР, СРСР — 20 липня 2016, Київ, Україна) — білоруський, російський та український журналіст телебачення, радіо та періодичних видань, блогер. Загинув унаслідок замаху.
Працював керівником відділу спеціальних інформаційних проєктів ОРТ, згодом — «Першого каналу», надалі — на Громадському телебаченні Росії. З 2012 року працював в Україні — в «Українській правді», на телеканалі «ТВі» та на «Радио Вести».

## Життєпис
Після закінчення середньої школи вступив на історичний факультет Білоруського університету. Закінчивши три курси, пішов з цього вишу і вступив на факультет міжнародних економічних відносин Білоруського економічного університету (дипломна робота: «Офшорний бізнес»).
Прийшов на телебачення з банківської справи — до 1992 року працював у відділі валютних операцій одного з банків, пізніше — консультантом економічних програм Білоруського телебачення. Незабаром став ведучим щотижневої аналітичної програми «Проспект» Білоруського ТБ.
У 1996 році працював головним редактором «Белорусской деловой газеты». Того ж року призначений завідувачем білоруського бюро Громадського російського телебачення (скор. ОРТ, нині — Перший канал) і власним кореспондентом ОРТ по Білорусі.
Зарекомендував себе як противник режиму Лукашенка. У липні 1997, під час зйомки репортажу про ситуацію на білорусько—литовському кордоні, був заарештований співробітниками силових структур Білорусі за звинуваченням у незаконному перетині державного кордону, в отриманні грошей від закордонних спецслужб і незаконній журналістській діяльності. Засуджений до двох років позбавлення волі умовно і до одного року іспитового строку. Провів в ув'язненні в цілому три місяці і був депортований після того, як президент Росії Єльцин не пустив літак Лукашенка на територію Росії і публічно зажадав звільнення Шеремета.[джерело?]
1998 року почав працювати спеціальним кореспондентом програм «Новости» і «Время» дирекції інформаційних програм ОРТ, а в січні 1999 став шеф-редактором російської та зарубіжної кореспондентської мережі дирекції інформаційних програм ОРТ. Був ведучим щотижневої аналітичної програми «Время». У 2000 році пішов з новинних програм та продовжив працювати на Першому каналі вже як автор документальних фільмів і спеціальних проєктів в рамках інформаційних програм. Остаточно пішов з телеканалу 2008-го року.
У березні 2010 року білоруська влада позбавила Шеремета білоруського громадянства, нібито у зв'язку з набуттям російського. Павло розцінив це як помсту за професійну діяльність.
2011 року недовго був ведучим передачі «Вирок» на телеканалі РЕН ТВ. З вересня 2013 по 2014 працював ведучим програми «Прав? Да!» на Громадському телебаченні Росії. Учасник конгресу «Україна — Росія: діалог», що пройшов 24-25 квітня 2014 року в Києві.
В останньому дописі у своєму блозі від 17 липня 2016 року на сайті «Білоруський партизан» Павло Шеремет відзначив, що в Києві постійно перебуває в україномовному середовищі та закликав білорусів вчити та розмовляти білоруською мовою.

## Авторські роботи
Автор документальних фільмів «Дике полювання» та «Дике полювання — 2», «Осетрова війна», «Чеченський щоденник», «1991 — Останній рік імперії», «Остання висота генерала Лебедя», «Страта Саддама. Війна без переможця», «Єгор Гайдар. Окаянні дні», ювілейного фільму про колишнього президента СРСР Михайла Горбачова, фільму, присвяченого 60-річчю початку блокади Ленінграда, документальної стрічки про російський ринок антикваріату і низки інших.
Один з авторів книжки «Випадковий президент» про режим Лукашенка (у співавторстві зі Світланою Калінкіною). 2005 року написав книгу «Пітерські таємниці Володимира Яковлєва» про нових російських політиків із Санкт-Петербурга. 2009 року вийшла його книга про Саакашвілі, про шестиденну війну в серпні 2008 року, про російсько-грузинські відносини «Саакашвілі\Грузія. Загиблі мрії».
Навесні 2009 року опублікував навчальний посібник для журналістів «ТВ. Між ілюзією й правдою життя». Регулярно проводив майстер-класи для молодих, регіональних журналістів[джерело?].
Створив популярний незалежний громадсько-політичний новинний сайт «Білоруський партизан» (www.belaruspartisan.by).
Наприкінці грудня 1999 відсторонений від обов'язків генеральний прокурор Юрій Скуратов заявив, що подав до суду позов до Павла Шеремета про захист честі й гідності. Підставою для позову стала заява Шеремета про те, що Скуратов має будинок в Орловській області.
1998 року отримав Міжнародну премію за свободу преси від Комітету захисту журналістів за внесок у розвиток свободи слова, був номінантом премії ТЕФІ як «найкращий репортер» 1999 року і фіналістом ТЕФІ 2001 року в номінації «журналістське розслідування» за фільм «Дике полювання», у 2003 році — в номінації «публіцистична програма» за документальний фільм «Раб і його жінки». 2002 року став лауреатом премії ОБСЄ за демократію та за захист прав людини в галузі журналістики.

### Робота в Україні
2012—2016 — вів блог в інтернет-газеті «Українська правда», де друкувалися його політико-аналітичні матеріали та інтерв'ю з провідними політиками, бізнесменами й митцями України та інших держав. На каналі «ТВі» вів програму «Проти ночі з Павлом Шереметом». З вересня 2015 року вів ранкові програми на радіо «Вести» по вихідних «Шоу Павла Шеремета». У червні 2015 року запустив авторський проєкт «Діалоги» на телеканалі 24.
З 2014 року Шеремет був регулярним гостем програм як політичний аналітик. З вересня 2015 року на вихідних він вів ранкові «Шоу Павла Шеремета», де серед іншого критикував Віктора Шокіна та звинувачував у рейдерстві директора департаменту комунікацій МВС Андрія Шевченка (згодом Андрій робив офіційні заяви про слідчі дії щодо вбивства Шеремета) та Миколу Мартиненка.
З 2016 року працював по будням у програмі «Ранок Павла Шеремета», щочетверга в ній виходили спецвипуски під назвою «Чистий четвер», де Шеремет викривав корупційні схеми владних структур та українських олігархів.
19 липня в останньому ефірі «Ранку Павла Шеремета» жорстко критикував допінгові спецоперації ФСБ, вчергове викривав рейдерське захоплення «ТВі» та називав негідником Миколу Княжицького, розпитував про думку радіослухачів щодо зв'язку Сергія Лещенка з Костянтином Григоришиним, критикував радянські стереотипи щодо військової форми України. Зокрема — десантників та морської піхоти, спростовував радянські міфи та підтримував її оновлення.
Павло повідомив про зникнення начальника департаменту електропостачання «Укрзалізниці», підкреслюючи, що «головне, щоб не повернулися 1990-ті, коли бандити творили що хотіли». В останні тижні роботи активно поглиблював знання української та проводив 15-хвилинки української мови, плануючи вести ефіри українською.
Останнє інтерв'ю дав Андрію Куликову та його колезі як гість в ефірі «Громадського радіо». В ньому Шеремет підкреслював важливість спілкування українською та білоруською мовою, говорив про різницю між вимовою українською, білоруською та російською мовами, а також між тарашкевицею та наркомівкою, критикував білоруську владу та розповів про розгін опозиційної молоді на своїй батьківщині, в Білорусі. Соцмережі порівняли вбивство Шеремета з 90-тими, про важливість неповернення яких казав Шеремет в останньому прямому ефірі.
Шеремет неодноразово розглядав офшорні скандали, можливість збройного перевороту в Україні та ситуацію з Олександром Онищенком. Незадовго до смерті він ретвітнув запис Олексія Навального «Ну что за скоты, а? Олега снова посадили в ШИЗО. Сидел днем на кровати» та висміяв створення пам'ятника пропуску у закритому російському місті Желєногірськ.
Також Шеремет в останні тижні життя аналізував схеми приватизації Одеського припортового заводу та діяльність добробатів, зокрема полку «Азов» та зустрічався друзями та колегами Нємцова у зв'язку з розслідуванням обставин його вбивства, і з Олександром Клименком з приводу обговорення призначення на посаду головного редактора радіостанції, від якого відмовився через неадекватність сприйняття дійсності останнім.

## Загибель
Павло Шеремет загинув 20 липня 2016 р. у Києві, в результаті вибуху автомобіля о 7:45 ранку, машина вибухнула на розі вулиць Богдана Хмельницького та Івана Франка, навпроти ресторану McDonald's.
|                             | З місця події доповіли, що смерть Павла Шеремета — наслідок вибухового пристрою. Це убивство. Співчуваю Альоні і всім друзям покійного. Зроблю все, що можу, щоб разом з колегами розкрити злочин |
| — Генпрокурор Юрій Луценко, | |

|                                            | У машині однозначно спрацював вибуховий пристрій. О 7:40 він від'їхав від будинку по Франка, 12 і доїхав до перехрестя. В цей момент під водійським сидінням від хлопка загорілася машина. |
| — Співрозмовник в правоохоронних органах., | |

Ця машина належала керівниці «Української правди» Олені Притулі, але її в машині не було. Згодом стало відомо, що, ймовірно, вибух стався через безоболонковий саморобний вибуховий пристрій, який скоріше за все, керувався дистанційно. Для вбивства використали елементи протипіхотної міни МОН-50, таку ж пізніше знайшли в одного з підозрюваних.
Посол ЄС в Україні, ОБСЄ, Литва та Сполучені Штати Америки закликали повністю розслідувати цей злочин та покарати винних у ньому, а голова ПАРЄ назвав це атакою на свободу ЗМІ та безпеку журналістів.

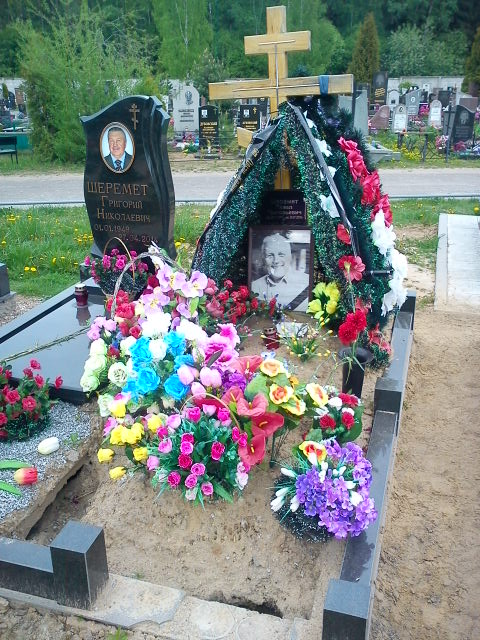
Місце поховання Шеремета на Північному кладовищі, Мінськ

22 липня у Києві в Українському домі відбулася громадська церемонія прощання з Павлом Шереметом. Відспівали небіжчика 23 липня у мінському Храмі Всіх Святих.
Павло Шеремет похований 23 липня 2016 року у Мінську на Північному цвинтарі.

## Розслідування
Справа про вбивство відомого журналіста одразу стала однією з найгучніших у країні.
20 липня 2016 р. СБУ заявило про розгляд слідством чотирьох основних версій вбивства:
1. професійна діяльність;
2. неприязнь у відносинах або особисті мотиви;
3. «російський слід» (дестабілізація ситуації в Україні);
4. замах на Олену Притулу[46].

Голова Національної поліції Хатія Деканоідзе не називала жодних версій, але висловила занепокоєння тим, що така подія відбулась перед хресною ходою УПЦ МП. 21 липня 2016 року у денному ефірі радіо «Вести» та днем раніше на каналі 112-Україна пов'язав вбивство журналіста із хресною ходою колишній заступник генпрокурора Микола Голомша.
Севгіль Мусаєва-Боровик, головний редактор сайту «Українська правда», де працював журналіст, повідомила, що Павло Шеремет та Олена Притула останні місяці помічали за собою стеження.
20 липня 2016 року відеозапис моменту вибуху автомобіля на вул. Хмельницького в Києві, в результаті якого загинув Павло Шеремет, опубліковано в інтернеті.
21 липня представник Державного департаменту США заявив, ФБР взялося за розслідування вбивства пана Шеремета.
В лютому 2017 року поліція оголосила про встановлення інформації про деяких причетних до вбивства осіб, та озвучила п'ять версій:
1. Професійна діяльність на територіях РФ і Білорусі;
2. Помилка в об'єкті злочину, а саме — готувалося вбивство власника видання «Українська правда» Олени Притули;
3. Професійна діяльність — за його критичні публікації у виданні «Українська правда» та виступи на радіо «Вести»;
4. Дестабілізація ситуації в державі;
5. Конфліктні ситуації в особистому житті Павла Шеремета щодо його сімейного, комерційного та фінансового становища[53][54].

У тому ж році слідство засекретили через побоювання витоків інформації.
У травні 2017 в рамках проєкту «Слідство.Інфо» вийшов фільм-журналістське розслідування «Вбивство Павла», яке висвітлило важливі подробиці стеження за Шереметом, знайдені журналістами. Журналісти стверджували, що в ніч напередодні вбивства стеження за будинком Шеремета здійснював дехто Ігор Устименко, який на 2014 рік був чинним співробітником СБУ. Ця людина також бачила людей, що здійснили закладку вибухового пристрою під автомобіль Шеремета. Висловлювалося припущення про причетність до вбивства Павла Шеремета силових органів України. Згідно із заявою СБУ [Архівовано 15 червня 2017 у Wayback Machine.], Ігор Устименко був звільнений з СБУ 29 квітня 2014 за станом здоров'я.
У 19-й доповіді ООН про ситуацію з правами людини в Україні (2017) констатовано занепокоєння у зв'язку з тривалим розслідуванням вбивства.
Наприкінці 2018 року генпрокурор Юрій Луценко повідомив, що коло підозрюваних виконавців звузилося «з декількох тисяч до декількох сот» осіб.
20 липня 2019 року Генеральний прокурор України Юрій Луценко повідомив, що напередодні заслухав звіт начальника Національної поліції та начальника карного розшуку у справі вбивства. За словами Ю. Луценка, «допитано сотні осіб», «перевірено десятки тисяч» осіб, «залучені іноземні фахівці», «є гарячі версії», «робиться все можливе».
За даними «УП» станом на листопад 2019, подружжя учасників АТО Інни та Владислава Грищенків фігурує у розслідуванні вбивства Шеремета. Їх затримали за готування іншого вбивства, а пізніше справу перевели до Києва «у зв'язку з причетністю до інших злочинів». Підозр, пов'язаних із Шереметом, їм не висувалося.
Ці дані підтвердилися 12 грудня, коли поліція затримала ще трьох підозрюваних у вбивстві: це музикант і військовослужбовець Андрій Антоненко, що є автором гімну Сил спеціальних операцій, та лікар-волонтерка Юлія Кузьменко. Окрім того, слідство підготувало підозру Яні Дугарь, 26-літній військовій, яку слідство також вважає причетною до вбивства журналіста. Яна брала участь в ООС бойовим медиком 25 повітряно-десантної бригади.
Одночасно відбулася масштабна пресконференція правоохоронців, на якій було оголошено, що за версією слідства закладала вибухівку під авто Шеремета Кузьменко, а допомагав їй Антоненко. Основним мотивом убивства журналіста вважається спроба дестабілізації соціально-політичної ситуації в країні.
Організатором злочину початково вважали Антоненка, який «захопившись ультранаціоналістичними ідеями, культивуючи величність арійської раси … щоб привернути увагу громадськості до певних політичних переконань … вирішив створити організовану групу, щоб у її складі вчинити вбивство». Про замовників злочину слідство не повідомляло, але коло учасників оприлюдненими іменами не обмежується.
Усі підозрювані заперечують свою причетність до злочину; їм обрали запобіжні заходи.
Українські та закордонні оглядачі звернули увагу на недовіру частини суспільства до представлених правоохоронцями доказів винуватості затриманих осіб, а також до сформульованого слідством мотиву злочину.
Досудове розслідування щодо виконавців тривало 1402 дні та було закінчене 22 травня 2020 року. За цей час, за словами слідчих, опрацьовано майже 20 тисяч годин відеозаписів, допитано понад 3000 осіб, опрацьовано майже 44 тисячі абонентських номерів, 15 тисяч ІМЕІ та 400 моніторингів з'єднань абонентів. Проведено 180 окремих слідчих (розшукових) дій, 106 комплексних експертиз. Загалом назбирані 38 томів матеріалів досудового розслідування, а ще понад 200 томів справи стосуються інших фігурантів, організаторів та замовників злочину. У поліції заявили, що зібрали «достатньо доказів для оголошення підозри у вчиненні умисного вбивства Шеремета Кузьменко, Антоненку та Дугарь».
Шевченківський районний суд Києва почав розглядати справу у складі колегії присяжних у вересні 2020 року.
У червні 2023 року було вирішено, що суд розпочнеться спочатку, оскільки двоє з трьох присяжних не можуть брати участь у судових засіданнях.
У січні 2024 року справу було зупинено, оскільки обвинувачені знаходяться у лавах ЗСУ: Яна Дугарь мобілізована, Андрій Антоненко служить за контрактом; крім того, адвокат потерпілих також проходить військову службу.

### Замовники: білоруський слід
На початку 2021 року білоруське опозиційне видання «Белорусский народный трибунал», Українська правда та бельгійське видання EUobserver опублікували переданий їм запис розмови, що відбулася 11 квітня 2012 року між головою Комітету держбезпеки Білорусі (2008—2012) Вадимом Зайцевим та двома співробітниками контртерористичного підрозділу КДБ Білорусі «Альфа». На записі Зайцев обговорює спосіб вбивства Павла Шеремета, який у той час жив і працював у Росії, ставить завдання його підірвати і зробити це так, щоб вбивство стало публічним сигналом.
|  | …До курсу цієї справи введене досить вузьке коло людей! І президент [ Лукашенко ] чекає цих чітких заходів, і доручено комітету займатися цими справами… Але так ось, і зрозумілі методи якими ми повинні будемо, де кого втопити, де кого розстріляти — це зрозуміло. А як спровокувати природний підрив, як спровокувати природну пожежу, вбивство, і всі інші речі […] Ось по Шеремету потрібно спрацювати, який заїбав блядь. Зробимо закладку якусь, і так далі, щоб цього щура блядь зовсім блядь ні рук, ні ніг не зберуть. Все щоб як натуральним чином, але це не так впливає на свідомість людей. […] Мені важливо щоб про КДБ навіть і не думали. Думки різні і розходяться… потім справи чергової немає, і все з цим. Оригінальний текст (рос.) …В курс этого дела, введён достаточно узкий круг людей! И президент ждет этих чётких мероприятий, и поручено комитету заниматься этими делами… Но так вот, и понятны методы которыми мы должны будем, где кого утопить, где кого расстрелять — это понятно. А как спровоцировать естественный подрыв, как спровоцировать естественный пожар, убийство, и все остальные вещи […] Вот по Шеремету нужно сработать, который заебал блядь. Сделаем закладку какую-то, и так далее, чтоб эту крысу блядь совсем блядь ни рук, ни ног не соберут. Всё чтобы было как натуральным образом, но это не так воздействует на сознание людей. […] Мне важно чтобы о КГБ даже и не думали. Мнения разные и расходятся… потом дела очередного то нету, и всё с этим. |

Експерт Національного центру криміналістики засобів масової інформації (Університет Колорадо у Денвері, США) Каталін Григорас, який вивчав запис у 2020 році за запитом EUObserver, зазначив, що з запису видалений цифровий підпис, який міг би сприяти ідентифікації джерела в КДБ, але при цьому на записі не виявлено жодних помітних слідів аудіоманіпуляцій.
Менш ніж за годину після оприлюднення запису Нацполіція повідомила, що в грудні 2020 слідство отримало за допомогою Служби зовнішньої розвідки певну інформацію (документи та аудіозаписи, крайні з яких датовані 2012 роком), що представляє інтерес у розслідуванні з точки зору встановлення замовників злочину. Також отриманий дозвіл на проведення слідчих дій «в одній із європейських країн».
Людиною, що опублікувала записи розмов, виявися Ігор Макар, що проживає у Вільнюсі. У січні 2021 року Макар, колишній заступник командира спецрозділу МВС «Алмаз», також заявив, що Іван Тертель, заступник голови КДБ Білорусі, був одним із розробників плану вбивства 2016 року. У січні 2021 року Макар дав свідчення українським правоохоронцям у Києві.
У липні 2025 року з матеріалів розслідування BYPOL стало відомо, що колишні білоруські правоохоронці-втікачі від режиму Лукашенка звинуватили його у причетності до вбивства Шеремета.

## Пам'ять

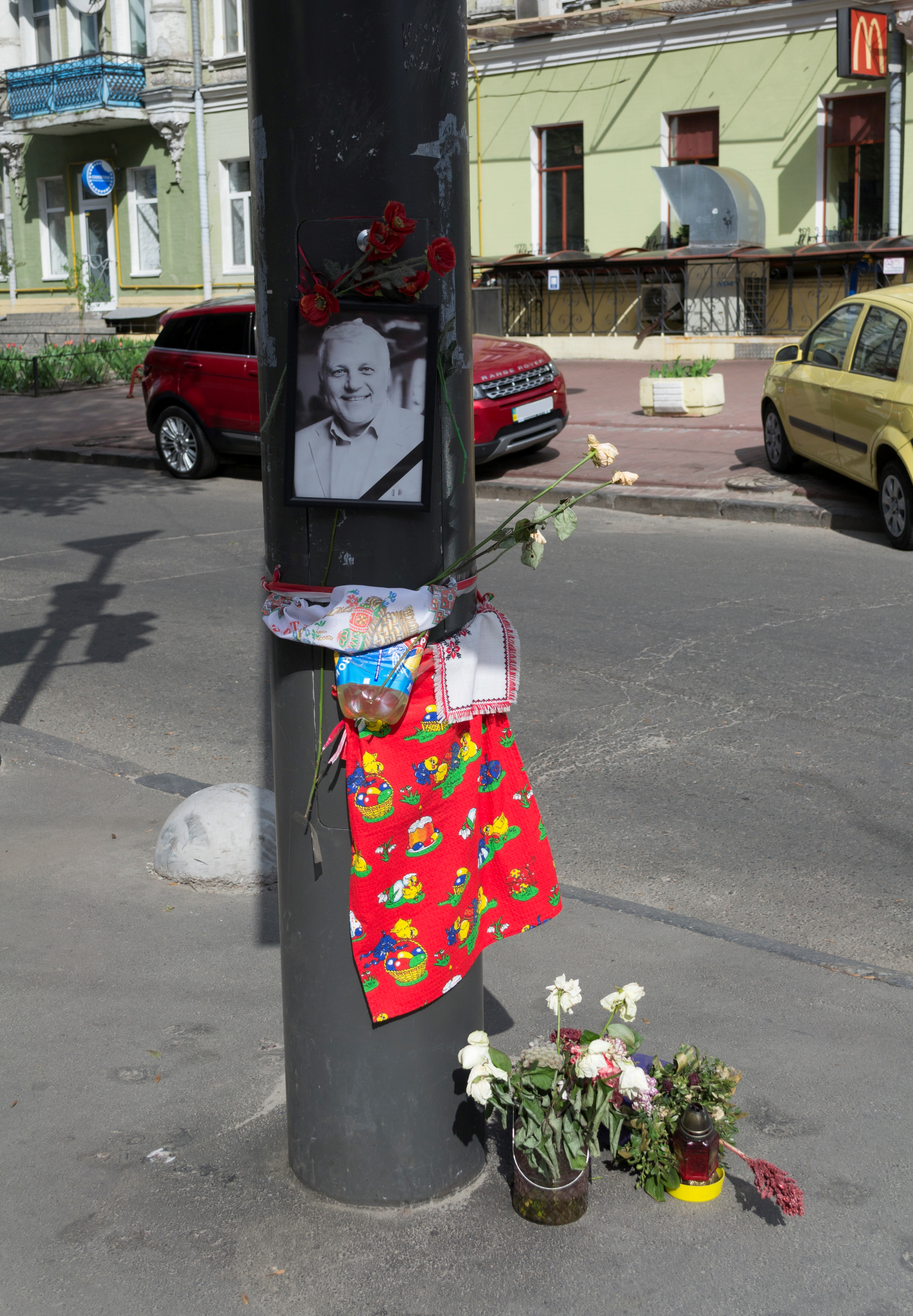
Місце загибелі Павла Шеремета

Форум громадянського суспільства Східного партнерства у Брюсселі заснував журналістську премію на честь Павла Шеремета «на знак визнання його видатного внеску у справу просування питань прав людини і свободи слова». Уперше її було вручено кримському журналістові Миколі Семені.
2017 року ім'я загиблого було внесено до Меморіалу журналістів у Музеї новин у Вашингтоні.
12 грудня 2019 року, в день затримання підозрюваних у вбивстві Павла, Київська міська рада назвала на його честь столичний сквер.
Наступного року, в четверту річницю, на місці загибелі був встановлений пам'ятний знак роботи скульптора Назара Білика. Меморіал виконаний у лаконічному стилі: білий аркуш паперу з ім'ям та прізвищем убитого журналіста, а також слова внизу «На цьому місці 20 липня 2016 року загинув журналіст».

## Сім'я
Фактична дружина — Олена Притула, журналістка, співзасновниця та власниця інтернет-видання «Українська правда».
Двоє дітей від попередніх шлюбів — син Микола і дочка Єлизавета.